# John D. Rateliff
John D. Rateliff (1958) es un escritor, editor, autor de juegos de rol y académico independiente especializado en el estudio de las obras de JRR Tolkien. Es especialmente reconocido por su trabajo The History of The Hobbit publicado en 2007.

## Temprana edad y educación
John D. Rateliff se crio en Magnolia, Arkansas. Se mudó a Wisconsin en 1981 para estudiar los manuscritos de Tolkien en la Universidad de Marquette y en 1990 obtuvo un doctorado en literatura inglesa del siglo XX en esta universidad con un trabajo en torno a Dunsany.

## Carrera
Rateliff ayudó a organizar varias conferencias importantes sobre Tolkien. También contribuyó con ensayos para Legendarium: Essays on The History of Middle-earth (2000) de Tolkien y para un volumen que conmemora el cincuentenario de la publicación de El Señor de los Anillos. Su contribución a los estudios sobre la obra de Tolkien más reconocida es la publicación en dos volúmenes del estudio y comentarios de la redacción de El Hobbit  con el título The History of The Hobbit (HarperCollins, 2007) con los subtítulos de Mr. Baggins para el primer libro y Return to Bag End para el segundo.
En el campo de los juegos de rol destacó su trabajó para las compañías TSR, Wizards of the Coast y Hasbro durante varios años, contribuyendo con gran cantidad de productos de la línea Dungeons & Dragons.En esa línea cabe destacar que fue coeditor de la tercera edición del Manual del jugador de D&D y de la Guía del Dungeon Master (las reglas originales del juego del sistema d20 ), y trabajó en títulos como Mark of Amber, Night Below, Return to the Tomb of Horrors y el libro de reglas básico de Eberron. También trabajó en el juego de rol El Señor de los Anillos de Decipher. Es autor de las aventuras The Standing Stone y Return to the Keep on the Borderlands, así como coeditor y colaborador de La Llamada de Cthulhu d20.

## Publicaciones

### Libros para niños
- Egypt (Children of the World) (con Valerie Weber y Julie Brown; Gareth Stevens Publishing) (1992)

- Kit/libro de supervivencia del jugador, registro del aventurero y cartas Advanced Dungeons & Dragons, segunda edición (1995)
- Regreso a la Fortaleza en Borderlands Advanced Dungeons &amp; Dragons (1999)
- Reverse Dungeon: Advanced Dungeons &amp; Dragons (2000)
- Guía del constructor de héroes Dungeons & Dragons (coautor) (2000)
- The Standing Stone : una aventura para personajes de séptimo nivel Dungeons & Dragons Adventure (2001)
- El juego de rol El Señor de los Anillos Decipher (coautor) (2002)
- Manual del jugador de EverQuest (2002)
- Fushigi Yûgi : Guía definitiva para fans n.° 1 (2002)

### Estudios de obras de los Inklings
- "Early Versions of Farmer Giles of Ham" en Leaves from the Tree: J. R. R. Tolkien's Shorter Fiction, The Tolkien Society (1991)
- "Rhetorical Strategies in Charles William's Prose Play" en The Rhetoric of Vision: Essays on Charles Williams editado por Charles A. Huttar y Peter J. Schakel (1996)
- "'The Lost Road', 'The Dark Tower', and 'The Notion Club Papers': Tolkien and Lewis's Time Travel Triad" en Tolkien's Legendarium: Essays on The History of Middle-earth editado por Verlyn Flieger y Carl F. Hostetter (2000)
- The History of The Hobbit (2007) [9]
- "Tolkien in the New Century: Essays in Honor of Tom Shippey" (co-editor) (2014)
- A Brief History of The Hobbit (2015)
- A Wilderness of Dragons: Essays in Honor of Verlyn Flieger (2018)

## Premios
Rateliff fue galardonado por la Mythopoeic Society como ganador del Mythopoeic Scholarship Award para estudios sobre Los Inklings en el año 2009 por el primer volumen de La historia del Hobbit.
También obtuvo el premio de la Tolkien Society en 2023 en la categoría Contribución Excepcional.